# Бобриця (Фастівський район)
Бо́бриця — село в Україні, у Фастівського району Київської області. Населення становить 29 осіб.

## Історія
У 1900 році державне село Глеваської волості Васильківського повіту Київської губернії. Відстань від повітового міста 26  верст, від волості 5. Дворів 13, мешканців 47, 1 водяний млин.

## Галерея

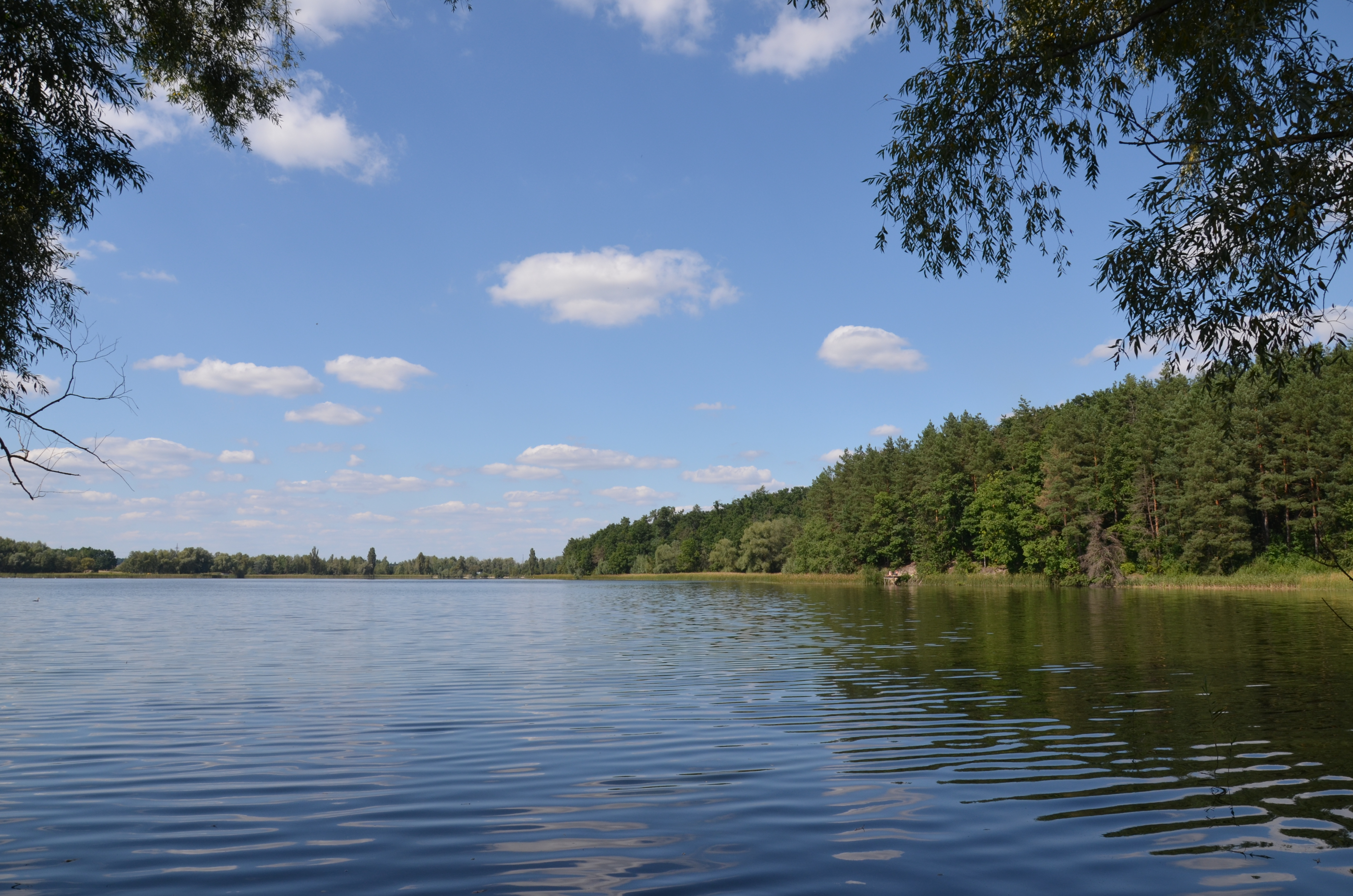
Став біля села Бобриця (Фастівського р-ну)
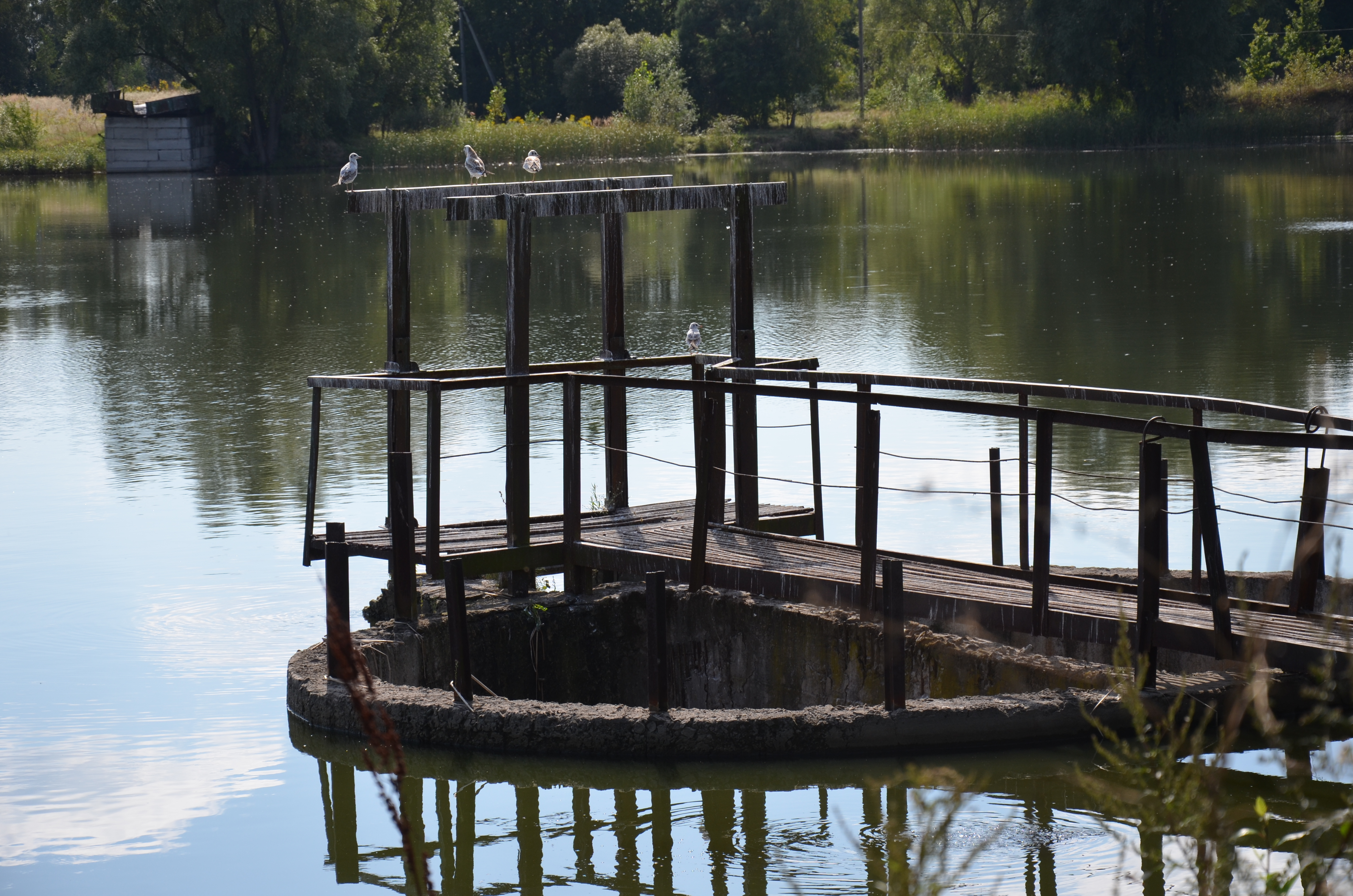
Шлюз на ставку біля села Бобриця (Фастівського р-ну)
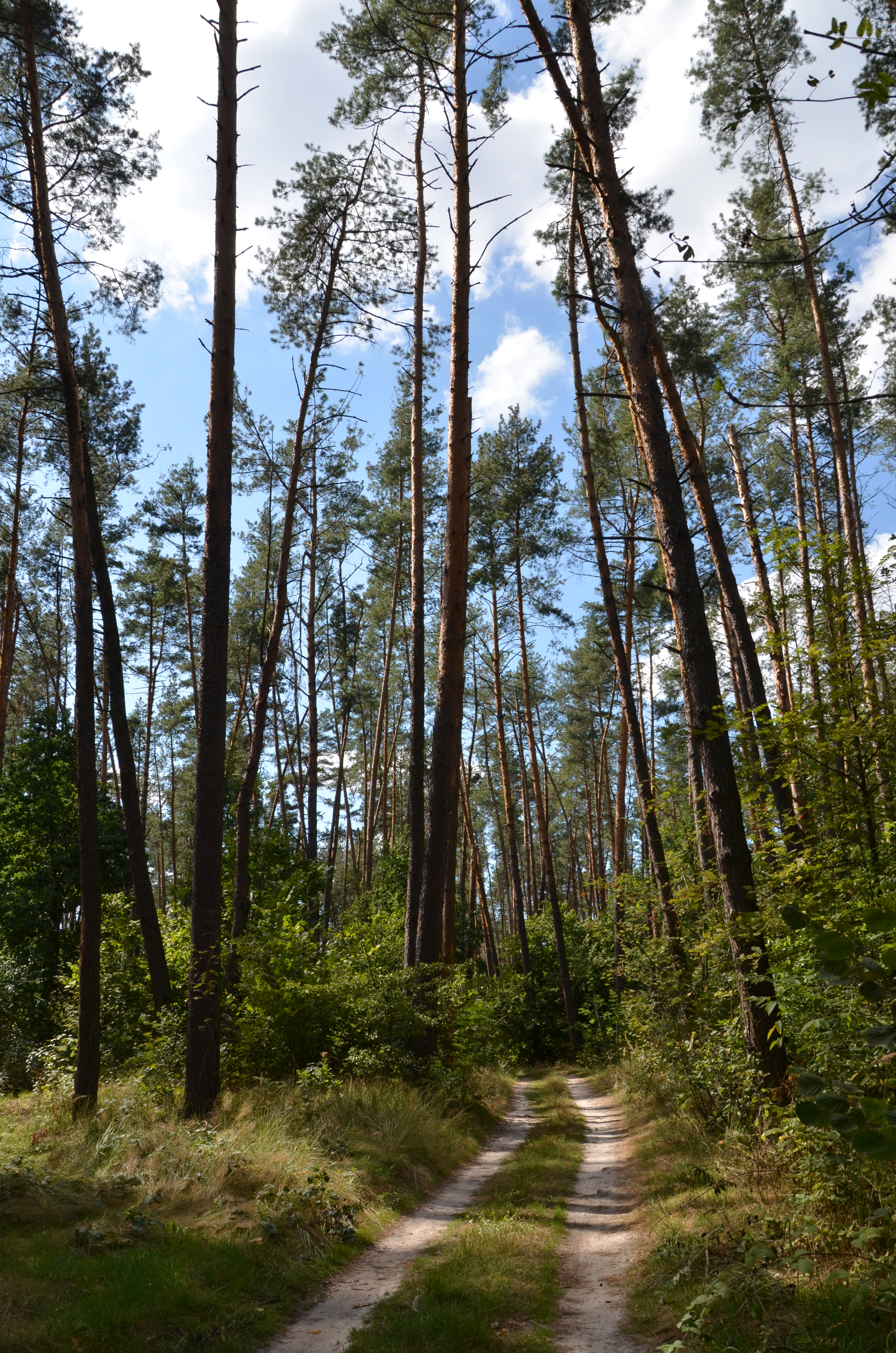
Ліс біля села Бобриця (Фастівського р-ну)